# 2513 Baetslé
A 2513 Baetslé (ideiglenes jelöléssel 1950 SH) a Naprendszer kisbolygóövében található aszteroida. Sylvain Julien Victor Arend fedezte fel 1950. szeptember 19-én.